# Oxychilina
Oxychilina es una subtribu de coleópteros adéfagos de la familia Carabidae. 

## Géneros
Tiene los siguientes géneros:
- Cheiloxya
- Oxycheila
- Pseudoxycheila